# Cupes
Cupes es un género de escarabajos de la familia Cupedidae.

## Especies seleccionadas
- Cupes capitatus Fabricius, 1801